# 刘易斯·迈尔斯通

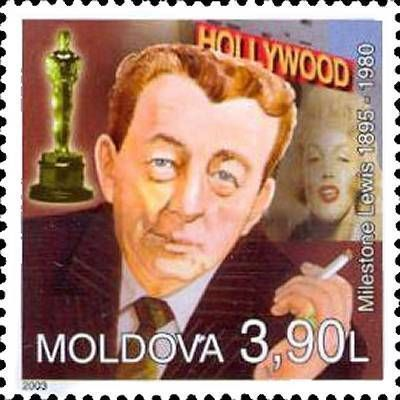
2003年的邮票

刘易斯·迈尔斯通（英語：Lewis Milestone，1895年9月30日—1980年9月25日），生于俄罗斯，犹太人，俄罗斯裔美国籍电影导演、编剧和制片人，奧斯卡最佳導演獎得主之一。

## 生平
迈尔斯通出身于俄罗斯帝国的基希讷乌（现属摩尔多瓦）的一个犹太家庭，本名Leib Milstein。1912年第一次世界大战爆发的前夕，他前往了美国。在尝试了一些工作以后，他被美军征召，一战期间成为一名拍摄训练片的助理导演。1919年，他加入了美国国籍。后来，他以剪辑员的身份开始了自己的好莱坞生涯。后来还当过编剧以及助理，1925年拍摄了自己的处女作。1928年，他执导的电影《两个阿拉伯骑士》（Two Arabian Knights）帮助他获得了第一个奥斯卡奖。第二年，他所拍摄的关于第一次世界大战的反战影片《西线无战事》获得了当年的奥斯卡最佳影片奖，这部影片由小说改编而来，讲述的是一个班的德国高中生参加一次世界大战后遭遇的种种不幸。在这之后，他成为了当时好莱坞身价最高的导演之一，曾经在1936年以65000美元的片酬执导一部电影。不过，1930年代以后迈尔斯通就没再能拍出像西线无战事那样获得广泛关注的电影了。而《西线无战事》这部电影也成为了迈尔斯通的个人象征，甚至到了1964年，有一名导演写信给迈尔斯通，希望借用《西线无战事》片尾处主人公伸手捉蝴蝶的镜头。迈尔斯通本人也承认，这部电影已经成为了一战的代表作。